# Кермек перетинчастий
Кермек перетинчастий (Limonium bungei, syn. Limonium membranaceum) — вид квіткових рослин родини кермекових (Plumbaginaceae).

## Біоморфологічна характеристика
Це багаторічна рослина 30–80 см заввишки. Є каудекс. Прикореневі листки та стебла голі. Листки всі прикореневі, нечисленні, світло-або сизувато-зелені, б.-м. широко еліптичні, іноді майже зворотно-яйцеподібні, 5–15(20) × 2–5(7) см, вгорі тупі, закруглені, іноді ледве виїмчасті. Квітки у б.-м. довгастих нещільних, 5 мм, (1)2–3(4)-квіткових колосках. Чашолистки 4–5 мм завдовжки, при цьому трубка 3 мм, у нижній половині по жилках нерівномірно запушена. Пелюстки синьо-фіолетові.

## Поширення
Росте у Євразії від України до Алтаю.
В Україні вид росте у степах, на степових і кам'янистих схилах, оголеннях кристалічних порід, на сухих луках, узліссях, рідше на задернених пісках, іноді на полях — у Донецькому Лісостепу, у Правобережному та Лівобережному Степу, нерідко.